# Johann Christian Lankes
Johann Christian Lankes, né le 4 décembre 1919 à Munich et mort le 22 décembre 1997, était un diplomate allemand accrédité comme ambassadeur dans plusieurs missions diplomatiques de la République fédérale d'Allemagne.

## Biographie
En 1962, Lankes a été accrédité comme chargé d'affaires du gouvernement de la République fédérale d'Allemagne en Thaïlande et au Laos avec son bureau à Bangkok.
Il est ensuite accrédité comme ambassadeur de la République fédérale d'Allemagne auprès du gouvernement d'Ahmed Sékou Touré en Guinée en octobre 1968. Les actions de Lanke en tant que diplomate visaient à faire respecter la prétention de la doctrine Hallstein à une représentation unique et à empêcher les relations diplomatiques entre la RDA et la Guinée. Dans cette optique, un accord de coopération en matière de sécurité intérieure est conclu avec la Guinée en février 1970. L'entreprise de machines et outils Fritz Werner a construit une tannerie et une fabrique d'uniformes et de chaussures à Conakry.
Cette coopération était en conflit avec la politique précédente des gouvernements fédéraux, qui soutenaient la guerre coloniale portugaise avec des livraisons d'armes via Samuel Cummings, tandis que le régime de Sékou Touré soutenait le mouvement de libération anticolonial Parti africain pour l'indépendance de la Guinée et du Cap-Vert, qui ont soutenu la domination portugaise en Guinée-Bissau voisine se sont battus. Des Guinéens destinés à devenir chefs de police ont reçu une formation complémentaire en République fédérale d'Allemagne, où certains d'entre eux ont demandé l'asile. Les membres guinéens de l'opposition ont critiqué le régime de Touré dans l'opinion publique allemande, sans que la partie allemande ne le réprime. Les activités des diplomates de la République fédérale se sont concentrées sur l'entrave et l'entrave aux activités diplomatiques de la RDA en Guinée et ne sont pas allées au-delà. Les demandes de coopération guinéennes étaient rejetées s'il n'y avait pas de danger immédiat que la RDA puisse concurrencer un tel projet. Le conflit a mûri en crise lorsqu'en novembre 1970 l'opération Mer Verte Sékou Touré devait être assassiné lors d'une opération commando. Après l'échec de l'attaque, le directeur de la brasserie allemande Adolf Marx et le chef d'un projet CJD à Kankan, Herman Seibold, ont été arrêtés. Seibold est mort sous la torture au Camp Boiro à Conakry, se suicidant officiellement. Le directeur local de la succursale Fritz Werner, le comte Ture Ulf von Tiesenhausen , a été abattu par les assaillants parce que sa voiture avait été confondue avec les Amilcar Cabrals, et un diplomate de la République démocratique allemande a également été tué.
Dans une lettre du 21 décembre 1970, le gouvernement de Sékou Touré demande à Gustav Heinemann de rappeler Lankes car il ne jouit pas de leur confiance. Le gouvernement guinéen a également expulsé une centaine d'autres citoyens de la République fédérale d'Allemagne, dont six instructeurs techniques des forces armées allemandes. La Guinée a rompu les relations diplomatiques entre la Guinée et la République fédérale.
Lankes pondu le 18 Octobre 1975 sa lettre d'accréditation au gouvernement de Mikael Imru à Addis-Abeba. À partir de 1976, il est également accrédité à Beyrouth. Fin 1978, l'Éthiopie était engagée dans la guerre de l'Ogaden avec la Somalie voisine. Dans le cadre de « l'opération Magic Fire » à la mi-octobre 1977, Hans-Jürgen Wischnewski avait fait des promesses ambitieuses pour l'approbation du gouvernement Siad Barre à Mogadiscio pour l'utilisation du GSG 9 par la police fédérale sur leur territoire. le 1er Le 1er janvier 1978, Barre rencontre Helmut Schmidt en Égypte. Le 12. Le 1er janvier 1978, le secrétaire d'État Udo Kollatz du ministère fédéral de la Coopération économique et du Développement avait Marie Schlei avec l'ambassadeur de Somalie dans le cadre d'un accord de prêt de 11,8 Million US Dollars, pour une utilisation gratuite, signé. Les clauses parfois incluses dans ces accords de prêt selon lesquelles la devise étrangère ne doit pas être utilisée «pour des produits de luxe ou des équipements militaires» ou un catalogue de produits de fabricants allemands parmi lesquels choisir n'étaient pas incluses dans ce contrat. Le gouvernement Barre a utilisé les devises pour acquérir des T-54 du gouvernement Anwar as-Sadate. À la mi-janvier 1978, le gouvernement de Mengistu Haile Mariam expulse d'Éthiopie l'attaché militaire ouest-allemand Detlef Münchow. En janvier 1978, Klaus Kinkel, chef du personnel de planification du ministère fédéral des Affaires étrangères, se rend à Addis Abbeba. Lankes a été déclaré persona non grata et son laissez-passer pour l'Éthiopie est entré en vigueur le 23 avril. janvier 1978 pendant 24 heures, durant lesquelles Harald Busse devient le chargé d'affaires.
Le 12 février 1982, la lettre d'accréditation de Lanke a été acceptée par le gouvernement thaïlandais.
De 1987 à 1997 Ambassadeur a. D. Hans Christian Lankes Président de la société germano-thaïlandaise.

## Honneurs
- 1983 : Grand-Croix du Mérite de la République fédérale d'Allemagne